# François Pirot
Pour les articles homonymes, voir Pirot (homonymie).
François Pirot est un scénariste et réalisateur belge.

## Filmographie

### Réalisateur
- 2005 : Retraite (court-métrage)
- 2009 : Dimanche soir (court-métrage)
- 2012 : Mobile Home
- 2015 : Eurovillage (documentaire)
- 2023 : Ailleurs si j'y suis

### Scénariste
- 2005 : Retraite, court-métrage
- 2006 : Nue Propriété de Joachim Lafosse
- 2008 : Élève libre de Joachim Lafosse
- 2011 : L'Envahisseur de Nicolas Provost
- 2012 : Mobile Home
- 2015 : Eurovillage
- 2018 : Gueule d'ange de Vanessa Filho
- 2021 : Les Intranquilles de Joachim Lafosse
- 2023 : Ailleurs si j'y suis

## Distinctions

### Récompenses
- 2006 : Prix du Jury Européen au Festival du Premier film d'Angers pour Retraite
- 2012 : 2e Prix du Jury junior au Festival du film de Locarno pour Mobile Home

### Nominations
- 2011 : Meilleur scénario original ou adaptation aux Magritte du cinéma pour Élève libre avec Joachim Lafosse
- 2012 : nommé au Léopard d'or pour Mobile Home